# Resolutie 68/262 van de Algemene Vergadering van de Verenigde Naties
Resolutie A/RES/68/262 van de Algemene Vergadering van de Verenigde Naties is een resolutie van de Algemene Vergadering van de Verenigde Naties, getiteld Territoriale integriteit van Oekraïne en aangenomen op 27 maart 2014. De rechtstreekse aanleiding was de annexatie van de Krim door Rusland. De resolutie stelde dat de volksraadpleging die in de Krim was gehouden, en waarbij tot aansluiting bij Rusland was besloten, ongeldig was. De Algemene Vergadering sprak zich ook uit voor de territoriale integriteit van Oekraïne.
De resolutie was ingediend door onder andere Canada, Costa Rica, Duitsland, Litouwen, Oekraïne en Polen, en werd op de 80e plenaire vergadering van de 68e zitting van de Algemene Vergadering van de Verenigde Naties aangenomen met 100 stemmen voor, 11 tegen (Armenië, Bolivia, Cuba, Noord-Korea, Nicaragua, Rusland, Soedan, Syrië, Venezuela, Wit-Rusland en Zimbabwe) en 58 onthoudingen. China behoorde tot de landen die zich onthielden van stemming.
Rusland bestempelde de resolutie als contraproductief en beschuldigde de westerse landen van chantage.

## Achtergrond
Lijst ·  68/1 ·  68/2 ·  68/3 ·  68/4 ·  68/5 ·  68/6 ·  68/7 ·  68/8 ·  68/9 ·  68/10 ·  68/11 ·  68/12 ·  68/13 ·  68/14 ·  68/15 ·  68/16 ·  68/17 ·  68/18 ·  68/19 ·  68/20 ·  68/21 ·  68/22 ·  68/23 ·  68/24 ·  68/25 ·  68/26 ·  68/27 ·  68/28 ·  68/29 ·  68/30 ·  68/31 ·  68/32 ·  68/33 ·  68/34 ·  68/35 ·  68/36 ·  68/37 ·  68/38 ·  68/39 ·  68/40 ·  68/41 ·  68/42 ·  68/43 ·  68/44 ·  68/45 ·  68/46 ·  68/47 ·  68/48 ·  68/49 ·  68/50 ·  68/51 ·  68/52 ·  68/53 ·  68/54 ·  68/55 ·  68/56 ·  68/57 ·  68/58 ·  68/59 ·  68/60 ·  68/61 ·  68/62 ·  68/63 ·  68/64 ·  68/65 ·  68/66 ·  68/67 ·  68/68 ·  68/69 ·  68/70 ·  68/71 ·  68/72 ·  68/73 ·  68/74 ·  68/75 ·  68/76 ·  68/77 ·  68/78 ·  68/79 ·  68/80 ·  68/81 ·  68/82 ·  68/83 ·  68/84 ·  68/85 ·  68/86 ·  68/87 ·  68/88 ·  68/89 ·  68/90 ·  68/91 ·  68/92 ·  68/93 ·  68/94 ·  68/95 ·  68/96 ·  68/97 ·  68/98 ·  68/99 ·  68/100 ·  68/101 ·  68/102 ·  68/103 ·  68/104 ·  68/105 ·  68/106 ·  68/107 ·  68/108 ·  68/109 ·  68/110 ·  68/111 ·  68/112 ·  68/113 ·  68/114 ·  68/115 ·  68/116 ·  68/117 ·  68/118 ·  68/119 ·  68/120 ·  68/121 ·  68/122 ·  68/123 ·  68/124 ·  68/125 ·  68/126 ·  68/127 ·  68/128 ·  68/129 ·  68/130 ·  68/131 ·  68/132 ·  68/133 ·  68/134 ·  68/135 ·  68/136 ·  68/137 ·  68/138 ·  68/139 ·  68/140 ·  68/141 ·  68/142 ·  68/143 ·  68/144 ·  68/145 ·  68/146 ·  68/147 ·  68/148 ·  68/149 ·  68/150 ·  68/151 ·  68/152 ·  68/153 ·  68/154 ·  68/155 ·  68/156 ·  68/157 ·  68/158 ·  68/159 ·  68/160 ·  68/161 ·  68/162 ·  68/163 ·  68/164 ·  68/165 ·  68/166 ·  68/167 ·  68/168 ·  68/169 ·  68/170 ·  68/171 ·  68/172 ·  68/173 ·  68/174 ·  68/175 ·  68/176 ·  68/177 ·  68/178 ·  68/179 ·  68/180 ·  68/181 ·  68/182 ·  68/183 ·  68/184 ·  68/185 ·  68/186 ·  68/187 ·  68/188 ·  68/189 ·  68/190 ·  68/191 ·  68/192 ·  68/193 ·  68/194 ·  68/195 ·  68/196 ·  68/197 ·  68/198 ·  68/199 ·  68/200 ·  68/201 ·  68/202 ·  68/203 ·  68/204 ·  68/205 ·  68/206 ·  68/207 ·  68/208 ·  68/209 ·  68/210 ·  68/211 ·  68/212 ·  68/213 ·  68/214 ·  68/215 ·  68/216 ·  68/217 ·  68/218 ·  68/219 ·  68/220 ·  68/221 ·  68/222 ·  68/223 ·  68/224 ·  68/225 ·  68/226 ·  68/227 ·  68/228 ·  68/229 ·  68/230 ·  68/231 ·  68/232 ·  68/233 ·  68/234 ·  68/235 ·  68/236 ·  68/237 ·  68/238 ·  68/239 ·  68/240 ·  68/241 ·  68/242 ·  68/243 ·  68/244 ·  68/245 ·  68/246 ·  68/247 ·  68/248 ·  68/249 ·  68/250 ·  68/251 ·  68/252 ·  68/253 ·  68/254 ·  68/255 ·  68/256 ·  68/257 ·  68/258 ·  68/259 ·  68/260 ·  68/261 ·  68/262 ·  68/263 ·  68/264 ·  68/265 ·  68/266 ·  68/267 ·  68/268 ·  68/269 ·  68/270 ·  68/271 ·  68/272 ·  68/273 ·  68/274 ·  68/275 ·  68/276 ·  68/277 ·  68/278 ·  68/279 ·  68/280 ·  68/281 ·  68/282 ·  68/283 ·  68/284 ·  68/285 ·  68/286 ·  68/287 ·  68/288 ·  68/289 ·  68/290 ·  68/291 ·  68/292 ·  68/293 ·  68/294 ·  68/295 ·  68/296 ·  68/297 ·  68/298 ·  68/299 ·  68/300 ·  68/301 ·  68/302 ·  68/303 ·  68/304 ·  68/305 ·  68/306 ·  68/307 ·  68/308 ·  68/309 ·  68/310